# Elateriformes
Els elateriformes (Elateriformia) són un infraordre de coleòpters polífags. Les dues famílies més grans d'aquest grup són els buprèstids, dels quals n'hi ha unes 15.000 espècies descrites, i els Elateroidea, amb unes 10.000 descrites.

## Taxonomia
Els elateriformes es subdivideixen en les següents superfamílies, famílies i subfamílies:
- Superfamília Scirtoidea Fleming, 1821
  - Família Decliniidae Nikitsky, Lawrence, Kirejtshuk and Gratshev, 1994
  - Família Eucinetidae Lacordaire, 1857
  - Família Clambidae Fischer von Waldheim, 1821
    - Subfamília Calyptomerinae Crowson, 1955
    - Subfamília Acalyptomerinae Crowson, 1979
    - Subfamília Clambinae Fischer von Waldheim, 1821

  - Família Scirtidae Fleming, 1821
    - Subfamília Scirtinae Fleming, 1821
    - Subfamília Nipponocyphoninae Lawrence and Yoshitomi, 2007
    - Subfamília Stenocyphoninae Lawrence and Yoshitomi, 2007

  - Família Elodophthalmidae †Kirejtshuk and Azar, 2008
  - Família Mesocinetidae † Kirejtshuk and Ponomarenko, 2010
- Superfamília Dascilloidea Guérin-Méneville, 1843 (1834)
  - Família Dascillidae Guérin-Méneville, 1843 (1834)
    - Subfamília Dascillinae Guérin-Méneville, 1843 (1834)
    - Subfamília Karumiinae Escalera, 1913

  - Família Rhipiceridae Latreille, 1834
- Superfamília Buprestoidea Leach, 1815
  - Família Schizopodidae LeConte, 1859
    - Subfamília Schizopodinae LeConte, 1859

  - Família Buprestidae Leach, 1815
    - Subfamília Julodinae Lacordaire, 1857
    - Subfamília Polycestinae Lacordaire, 1857
    - Subfamília Galbellinae Reitter, 1911
    - Subfamília Chrysochroinae Laporte, 1835
    - Subfamília Buprestinae Leach, 1815
    - Subfamília Agrilinae Laporte, 1835
    - Subfamília Parathyreinae † Alexeev, 1994
- Superfamília Byrrhoidea Latreille, 1804
  - Família Byrrhidae Latreille, 1804
    - Subfamília Byrrhinae Latreille, 1804
    - Subfamília Syncalyptinae Mulsant and Rey, 1869
    - Subfamília Amphicyrtinae LeConte, 1861

  - Família Elmidae Curtis, 1830
    - Subfamília Larainae LeConte, 1861
    - Subfamília Elminae Curtis, 1830

  - Família Dryopidae Billberg, 1820 (1817)
  - Família Lutrochidae Kasap and Crowson, 1975
  - Família Limnichidae Erichson, 1846
    - Subfamília Hyphalinae Britton, 1971
    - Subfamília Limnichinae Erichson, 1846
    - Subfamília Cephalobyrrhinae Champion, 1925
    - Subfamília Thaumastodinae Champion, 1924

  - Família Heteroceridae MacLeay, 1825
    - Subfamília Elythomerinae Pacheco, 1964
    - Subfamília Heterocerinae MacLeay, 1825

  - Família Psephenidae Lacordaire, 1854
    - Subfamília Afroeubriinae Lee, Satô, Shepard and Jäch, 2007
    - Subfamília Eubriinae Lacordaire, 1857
    - Subfamília Eubrianacinae Jakobson, 1913
    - Subfamília Psephenoidinae Bollow, 1938
    - Subfamília Psepheninae Lacordaire, 1854

  - Família Cneoglossidae Champion, 1897
  - Família Ptilodactylidae Laporte, 1836
    - Subfamília Anchytarsinae Champion, 1897
    - Subfamília Cladotominae Pic, 1914
    - Subfamília Aploglossinae Champion, 1897
    - Subfamília Araeopidiinae Lawrence, 1991
    - Subfamília Ptilodactylinae Laporte, 1836

  - Família Podabrocephalidae Pic, 1930
  - Família Chelonariidae Blanchard, 1845
  - Família Eulichadidae Crowson, 1973
  - Família Callirhipidae Emden, 1924
- Superfamília Elateroidea Leach, 1815
  - Família Rhinorhipidae Lawrence, 1988
  - Família Artematopodidae Lacordaire, 1857
    - Subfamília Electribiinae Crowson, 1975
    - Subfamília Allopogoniinae Crowson, 1973
    - Subfamília Artematopodinae Lacordaire, 1857

  - Família Brachypsectridae LeConte and Horn, 1883
  - Família Cerophytidae Latreille, 1834
  - Família Eucnemidae Eschscholtz, 1829
    - Subfamília Perothopinae Lacordaire, 1857
    - Subfamília Phyllocerinae Reitter, 1905
    - Subfamília Pseudomeninae Muona, 1993
    - Subfamília Palaeoxeninae Muona, 1993
    - Subfamília Phlegoninae Muona, 1993
    - Subfamília Anischiinae Fleutiaux, 1936
    - Subfamília Melasinae Fleming, 1821
    - Subfamília Eucneminae Eschscholtz, 1829
    - Subfamília Macraulacinae Fleutiaux, 1923

  - Família Throscidae Laporte, 1840 nomen protectum
  - Família Praelateriidae † Dolin, 1973
  - Família Elateridae Leach, 1815
    - Subfamília Cebrioninae Latreille, 1802
    - Subfamília Agrypninae Candèze, 1857 nomen protectum
    - Subfamília Thylacosterninae Fleutiaux, 1920
    - Subfamília Lissominae Laporte, 1835
    - Subfamília Semiotinae Jakobson, 1913
    - Subfamília Campyloxeninae Costa, 1975
    - Subfamília Pityobiinae Hyslop, 1917
    - Subfamília Oxynopterinae Candèze, 1857
    - Subfamília Dendrometrinae Gistel, 1848
    - Subfamília Negastriinae Nakane and Kishii, 1956
    - Subfamília Elaterinae Leach, 1815
    - Subfamília Cardiophorinae Candèze, 1859
    - Subfamília Hemiopinae Fleutiaux, 1941
    - Subfamília Physodactylinae Lacordaire, 1857
    - Subfamília Eudicronychinae Girard, 1971
    - Subfamília Subprotelaterinae Fleutiaux, 1920
    - Subfamília Morostomatinae Dolin, 2000
    - Subfamília † Protagrypninae Dolin, 1973

  - Família Plastoceridae Crowson, 1972
  - Família Drilidae Blanchard, 1845
    - Subfamília Drilinae Blanchard, 1845
    - Subfamília Thilmaninae Kazantsev, 2004

  - Família Omalisidae Lacordaire, 1857
  - Família Berendtimiridae † Winkler, 1987
  - Família Lycidae Laporte, 1836
    - Subfamília Libnetinae Bocák and Bocáková, 1990
    - Subfamília Dictyopterinae Houlbert, 1922
    - Subfamília Lyropaeinae Bocák and Bocáková, 1989
    - Subfamília Ateliinae Kleine, 1929
    - Subfamília Lycinae Laporte, 1836
    - Subfamília Dexorinae Bocák and Bocáková, 1989

  - Família Telegeusidae Leng, 1920
  - Família Phengodidae LeConte, 1861
    - Subfamília Phengodinae LeConte, 1861
    - Subfamília Mastinocerinae LeConte, 1881
    - Subfamília Penicillophorinae Paulus, 1975

  - Família Rhagophthalmidae Olivier, 1907
  - Família Lampyridae Rafinesque, 1815
    - Subfamília Psilocladinae McDermott, 1964
    - Subfamília Amydetinae Olivier, 1907
    - Subfamília Lampyrinae Rafinesque, 1815
    - Subfamília Luciolinae Lacordaire, 1857
    - Subfamília Photurinae Lacordaire, 1857

  - Família Omethidae LeConte, 1861
    - Subfamília Omethinae LeConte, 1861
    - Subfamília Matheteinae LeConte, 1881
    - Subfamília Driloniinae Crowson, 1972

  - Família Cantharidae Imhoff, 1856 (1815)
    - Subfamília Cantharinae Imhoff, 1856 (1815)
    - Subfamília Silinae Mulsant, 1862
    - Subfamília Dysmorphocerinae Brancucci, 1980
    - Subfamília Malthininae Kiesenwetter, 1852
    - Subfamília Chauliognathinae LeConte, 1861
    - Subfamília Cydistinae Paulus, 1972
    - Subfamília Pterotinae LeConte, 1861
    - Subfamília Ototretinae McDermott, 1964
    - Subfamília Ototretadrilinae Crowson, 1972
    - Subfamília Lasiosynidae † Kirejtshuk, Chang, Ren and Kun, 2010